# Antonín Bayer
Antonín Bayer   (1785 - 1824) fou un compositor i professor de cant austríac.
Estudià harmonia i contrapunt amb Rösler, l'abat Vogler i Weber, ensems que estudiava Dret. En acabar la carrera ocupà el registre de la propietat de del senyoriu de Reichenbach, punt que abandonà per a dedicar-se a la música per complet. Dotat de gran habilitat com a flautista, donà concerts (1805) a Itàlia, França i Alemanya; dirigí el teatre de l'Òpera popular bohèmia i austríaca de Praga, i per aquella època donà les primeres lliçons de cant a la cèlebre Henriette Sontag.
Se li deuen nombroses obres, entre les quals destaquen diversos valsos de tall molt elegant i operetes tant aplaudides com Die böhmischen Amazonen. Així mateix publicà a Praga un excel·lent mètode de flauta titulat Tonleiter für die Flöte.